# Brewster Shaw
Brewster H. Shaw (ur. 16 maja 1945 w Cass City w Michigan) – amerykański lotnik i astronauta.

## Życiorys
W 1968 i 1969 uzyskał dyplomy z inżynierii mechanicznej na University of Wisconsin. Przez wiele lat służył w United States Air Force, otrzymał stopień pułkownika, był również pilotem doświadczalnym. W lutym 1996 dołączył do Rockwell International Corporation, był dyrektorem jej filii z Seal Beach w Kalifornii. 16 stycznia 1978 został wybrany przez NASA kandydatem na astronautę, przechodził szkolenie na pilota misji. Od 28 listopada do 8 grudnia 1983 był pilotem misji STS-9 trwającej 10 dni, 7 godzin i 47 minut. Następnie, jako dowódca uczestniczył w misji STS-61-B od 27 listopada do 3 grudnia 1985, trwającej 6 dni, 21 godzin i 4 minuty. Był również dowódcą misji STS-28 od 8 do 13 sierpnia 1989 trwającej 5 dni i godzinę.
Łącznie spędził w kosmosie 22 dni, 5 godzin i 51 minut. W październiku 1989 opuścił NASA.
Stowarzyszenie Uczestników Lotów Kosmicznych (Association of Space Explorers) przyznało mu Universal Astronaut Insignia za lot orbitalny (nr 128).